# Übachtal nördlich Merkstein einschließlich Heidberg und Flösser Büschchen
Das Naturschutzgebiet Übachtal nördlich Merkstein einschließlich Heidberg und Flösser Büschchen liegt auf dem Gebiet der Stadt Herzogenrath in der Städteregion Aachen in Nordrhein-Westfalen.

## Lage
Das Gebiet erstreckt sich nördlich der Kernstadt von Herzogenrath und südlich von Palenberg, einem Stadtteil von Übach-Palenberg im Kreis Heinsberg. Westlich des Gebietes verlaufen die Kreisstraße K 11 und die Landesstraße L 47, östlich verläuft die L 232. Westlich erstreckt sich auch das etwa 20,75 ha große Naturschutzgebiet Ehemalige Braunkohle-Abgrabung Ottilie, fließt die Wurm, ein Nebenfluss der Rur, und verläuft die Staatsgrenze zu den Niederlanden.

## Bedeutung
Das etwa 23,3 ha große Gebiet wurde im Jahr 2003 unter der Schlüsselnummer ACK-098 unter Naturschutz gestellt. Schutzziele sind die Erhaltung und die Entwicklung des Übachtals mit bewaldeten Talhängen (z. T. mit Altholz) und strukturreichen Grünlandbereichen an den Unterhängen auf der Talsohle.